# Rodolfo Sandoval
Rodolfo Ariel Sandoval (ur. 4 października 1948) – piłkarz urugwajski, rozgrywający.
Jako piłkarz klubu CA Peñarol wziął udział wraz z reprezentacją Urugwaju w finałach mistrzostw świata w 1970 roku, gdzie Urugwaj zdobył miano czwartej drużyny świata. Zagrał tylko w jednym spotkaniu – w meczu o trzecie miejsce z Niemcami.
Nigdy nie zagrał w turnieju Copa América.
Grając w barwach Peñarolu wystąpił tylko w dwóch turniejach Pucharu Wyzwolicieli – Copa Libertadores 1972 i Copa Libertadores 1974 – za każdym razem docierając do fazy półfinałowej.